# ماثيو فليتشر
ماثيو فليتشر (بالإنجليزية: Matthew Fletcher)‏ (12 مايو 1992 بسيدني في أستراليا - ) هو لاعب كرة قدم أسترالي في مركز الهجوم. شارك مع منتخب أستراليا تحت 20 سنة لكرة القدم ومنتخب أستراليا الوطني لكرة القدم تحت 23 سنة. أما مع النوادي، فقد لعب مع أكسفورد يونايتد وشيفيلد وينزداي وكامبريدج يونايتد.

## وصلات خارجية
- ماثيو فليتشر على موقع الاتحاد الدولي (مؤرشف)  (الإنجليزية)
- ماثيو فليتشر على موقع قاعدة بيانات كرة القدم.إي يو (الإنجليزية)
- ماثيو فليتشر على موقع Soccerway.com (الإنجليزية)